# BBC Lifestyle
BBC Lifestyle je satelitní kanál BBC, respektive BBC Worldwide. Vysílá od roku 2007.

## Historie
BBC Knowledge byl poprvé spuštěn v červenci 2007 v Singapuru na platformě mio TV. Následně byl spuštěn v Hongkongu v říjnu 2007 a v Polsku na platformě Cyfrowy Polsat v prosinci 2007. Následně by spuštěn v dalších zemích. V Africe byl kanál spuštěn v září 2008. Kanál globálně nahradil BBC Food 26. prosince 2008, kdy přestal vysílat ve
Skandinávii.

## Program
Kanál vysílá pořady o vaření, bydlení, kutilství a další. Jednotlivé pořady jsou rozděleny do šesti okruhů:
- Food (Jídlo)
- Home & Design (Bydlení a design)
- Fashion & Style (Móda a styl)
- Health (Zdraví)
- Parenting (Rodičovství)
- Personal Development

Dále BBC Lifestyle vysílá pořady jako například Antiques Roadshow, Come Dine With Me nebo MasterChef UK.

Logo BBC Lifestyle